# Dungeon Raiders
Dungeon Raiders est un jeu vidéo de type action-RPG développé par Cyanide et édité par Focus Home Interactive, sorti en 2009 sur Nintendo DS. Il se situe dans l'univers de Dungeon Party.

## Accueil
- Jeuxvideo.com : 7/20[1]